# لغة تيبي
لغة تيبي Tebi (أخذت اسمها من قرية دوبو) هي لغة باواسي غربية في غرب غينيا الجديدة. ويتم التحدث بها في قرى أفي ودوبو وجيمباتان ويب في منطقة كيروم. ويتم استخدامها في الغالب من قبل كبار السن.  